# José Balaca

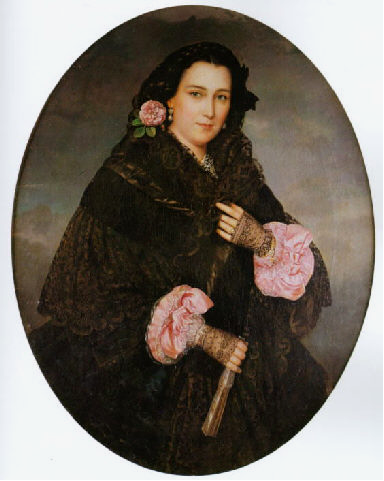
Dama con abanico, c. 1857.

José Balaca y Carrión (n. 7 februarie 1810, Cartagena, Regiunea Murcia, Spania – d. 19 noiembrie 1869, Madrid, Noua Castilie⁠(d), Spania) a fost un pictor spaniol născut în Cartagena. A fost tatăl pictorilor Eduardo Balaca și Ricardo Balaca.
În 1828, a ajuns la Madrid pentru a participa la Real Academia de Bellas Artes de San Fernando. Ulterior a obținut patronajul regal, pentru scenele patriotice din primul război carlist. După răsturnarea regimului Espartero, a plecat în exil și s-a stabilit la Lisabona ca portretist și producător de miniaturi, primind comenzi de la curtea regală.
A călătorit mult, făcând sejururi îndelungate la Londra și Paris, unde a locuit și a lucrat o perioadă de timp. Balaca s-a întors în sfârșit în Spania și s-a stabilit definitiv la Madrid în 1852. A murit acolo la vârsta de șaizeci și nouă de ani, la 19 noiembrie 1869.